# McLaren M30
O M30 é o modelo da McLaren da temporada de 1980 da Fórmula 1 das últimas quatro provas. Foi guiado por Alain Prost.

## Resultados[1]
(legenda) 
| Ano  | Chassi | Motor                | Pneus | N° | Pilotos     | 1   | 2   | 3   | 4   | 5   | 6   | 7   | 8   | 9   | 10  | 11  | 12  | 13  | 14  | Pontos | Posição |  |
| ---- | ------ | -------------------- | ----- | -- | ----------- | --- | --- | --- | --- | --- | --- | --- | --- | --- | --- | --- | --- | --- | --- | ------ | ------- |  |
|      |        |                      |       |    |             |     |     |     |     |     |     |     |     |     |     |     |     |     |     |        |         |  |
|      |        |                      |       |    |             | ARG | BRA | RSA | USW | BEL | MON | FRA | GBR | GER | AUT | NED | ITA | CAN | USA |        |         |  |
| 1980 | FW07   | Ford Cosworth DFV V8 | G     | 8  | Alain Prost |     |     |     |     |     |     |     |     |     |     | 6   | 7   | Ret | DNS | 1 (11) | 9º      |  |

↑1  Do GP da Argentina até a Áustria, Watson e Prost pilotaram o M29 e os GPs: Holanda, Itália, Canadá e Estados Unidos (apenas Watson) marcaram 10 pontos. 